# 1101
1101 (MCI) fue un año común comenzado en martes del calendario juliano.

La cruzada de 1101.

Es el primer año del siglo XII.

## Acontecimientos
- Los ejércitos cruzados en su segunda expedición son derrotados por los selyúcidas de Rum (Anatolia).
- Guerra Civil y rebeliones Selyúcida (hasta 1108).
- Galicia - Diego Gelmírez consagrado obispo de Santiago de Compostela.
- Pedro I de Aragón conquista Barbastro.[1]
- Ocho Venado conquista a Lugar del Bulto de Xipe.

## Nacimientos
- Eloísa, escritora francesa, amante de Pedro Abelardo.
- Esteban II, futuro rey de Hungría.

## Fallecimientos
- 6 de octubre - San Bruno, fundador de la orden cartuja.
- 22 de junio - Roger I de Sicilia.
- 15 de noviembre - Elvira de Toro. Hija de Fernando I de León,  rey de León y rey de Castilla , y de la reina Sancha de León.
- Urraca de Zamora. Hermana de la anterior, hija de Fernando I de León.